# Legatus pro praetore
Een legatus pro praetore (ook wel legatus proconsularis genoemd) was in het Imperium Romanum een magistraat, die was aangesteld door de princeps als assistent van een proconsul (ex-consul) die een senatoriale provincia bestuurde. Er stonden drie legati pro praetore onder zo'n proconsul en zodoende had de princeps toch een zekere controle over de senatoriale provinciae.